# Западное Майо-Кеби
Западное Майо-Кеби (фр. Mayo-Kebbi Ouest, араб. مايو كيبي الغربي‎) — регион в Республике Чад. Название своё регион получил по протекающей здесь реке Майо-Кеби. Административный центр — город Пала. Площадь — 14 000 км², население — 569 087 человек (2009 год).

## География
Регион Западное Майо-Кеби находится в юго-западной части Чада и территориально соответствует юго-западной части прежней префектуры Майо-Кеби. На востоке граничит с регионами Восточное Майо-Кеби, Танджиле и Западный Логон. На западе и на юге границей региона является государственная граница между Чадом и Камеруном.

## Население
Среди народов, населяющих регион — мундан, фульбе, нгамба.

## Административное деление
В административном отношении Западное Майо-Кеби подразделяется на 3 департамента — Майо-Биндер (включает в себя 4 супрефектуры: Биндер, Мбурсу, Мбурао и Рибао), Майо-Даллах (включает в себя 4 супрефектуры: Пала, Гагаль, Ламе и Торрок) и Лак-Лере (включает в себя 5 супрефектур: Лере, Гегу, Гело, Лагон и Трене).

## Экономика
Основа местного хозяйства — животноводство, рыболовство, выращивание хлопка.